# Родники (Ярославская область)
Родники — деревня в Любимского района Ярославской области. Входит в состав Ермаковского сельского поселения.

## История
В 1965 г. Указом Президиума ВС РСФСР деревня Стобрюхово переименована в Родники.

## Население
| 2007 | 2010 |
| ---- | ---- |
| 3    | ↗6   |